# Dettingen an der Iller
Dettingen an der Iller là một xã ở huyện Biberach ở bang Baden-Württemberg thuộc nước Đức. Đô thị này có diện tích 11,14 km², dân số thời điểm 31 tháng 12 năm 2020 là 2579 người.